# Buzet-sur-Baïse
Buzet-sur-Baïse ist eine französische Gemeinde mit 1246 Einwohnern (Stand 1. Januar 2022) im Département Lot-et-Garonne in der Region Nouvelle-Aquitaine. Sie gehört zum Kanton Lavardac im Arrondissement Nérac.

## Geografie
Die Gemeinde Buzet-sur-Baïse liegt in der früheren Guyenne am linken Ufer der Baïse, vier Kilometer vor deren Einmündung in die Garonne. Da die Garonne mit größeren Schiffen nicht befahrbar ist, wurde der Garonne-Seitenkanal erbaut, der ebenfalls durch Buzet führt.
Die Gemeinde erstreckt sich über drei Zonen: 
- die Terrasse (wo sich das Dorf befindet),
- die Anhöhe (die die Terrasse im Westen überragt),
- die Ebene (das Überschwemmungsgebiet von Baïse und Garonne).

Die Böden der Terrasse und der Anhöhe sind für den Weinbau besonders günstig, während in der Ebene Obst, Gemüse und Getreide angebaut werden.

## Geschichte
- Das Gebiet war in prähistorischer Zeit bereits besiedelt.

- Im Mittelalter wurde auf einer Felsklippe eine Burg errichtet, die das Tal des Baches Bénac und das Tal der Baïse beherrschte. Nach und nach entwickelten sich Marktflecken rund um das Schloss.

- Wahrscheinlich nach Ende der Französischen Religionskriege entwickelte sich das kleine Weinbauerndorf Lagravère, das am Ufer des Baches Bénac gelegen war, mehr und mehr, während der Marktflecken rund um die Burg schrittweise verlassen wurde. Die Einwohner errichteten ein Rathaus (1838) und eine Kirche mit Pfarrhaus (1858) am neuen Standort, der schließlich zu Buzet-sur-Baïse wurde.

- Die Haupteinnahmequelle der Gemeinde war die Landwirtschaft und besonders der Weinbau. Es gab mehrere kleine Mühlen am Bach von Bénac, besonders aber eine imposante Mühle an der Baïse, die zum Besitz des Grafen von Flamarens gehörte.

- Der Bau des Garonne-Seitenkanals, der 1856 eröffnet wurde, hat die Landschaft von Buzet zwar ein wenig geändert, hat aber vor allem die Entwicklung des Handels gefördert, der besonders entlang der Baïse eine wesentliche Bedeutung errungen hatte.

- In Buzet befand sich vom Juni 1940 bis Februar 1941 ein Centre de sejour surveille (C.S.S., Zentrum für überwachten Aufenthalt), ein Internierungslager für aus politischen Gründen verfolgte Menschen. Die Lagerinsassen wurden am 4. Februar 1941 nach Saint-Germain-les-Belles verlegt.[1] Im Zuge von Racheaktionen gegen die Résistance, ermordeten die Deutschen sieben Zivilisten.[2] Die Geschichte des Lagers hinter dem „vergessenen Stacheldraht“ wurde 2015 in einem Buch aufgearbeitet.[3]

## Bevölkerungsentwicklung
| Jahr                       | 1962 | 1968 | 1975 | 1982 | 1990 | 1999 | 2006 | 2016 | 2022 |
| Einwohner                  | 1264 | 1453 | 1345 | 1317 | 1353 | 1236 | 1238 | 1297 | 1246 |
| Quellen: Cassini und INSEE |      |      |      |      |      |      |      |      |      |

## Wirtschaft

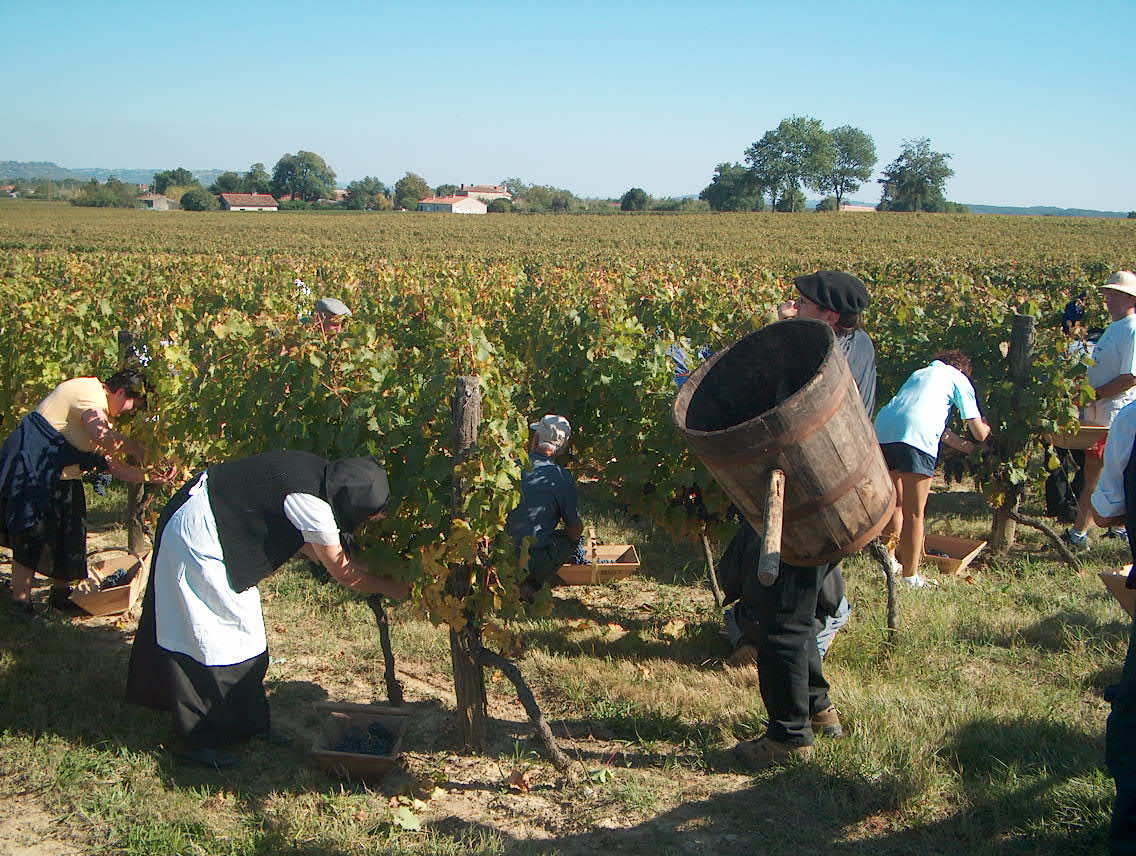
Weinlese in Buzet-sur-Baïse

- Weinbau 
 Buzet-sur-Baïse ist heute in der ganzen Welt für seine Weine bekannt, das Weinbaugebiet von Buzet besitzt seit 1973 AOC-Status.

- Flusstourismus 
 Da heute die Binnenschifffahrt in dieser Region keine wirtschaftliche Bedeutung mehr hat, wurde sie für den Tourismus entdeckt. Aus diesem Grund wurde hier neuerdings ein Hafen für Sport- und Hausboote erbaut und 2001 eingeweiht.

## Sehenswürdigkeiten
- Kirche Notre-Dame aus dem 19. Jahrhundert
- Schloss und Burgfeste der Herren von Buzet, auf einem Felszacken errichtet, sind in Privatbesitz und können nicht besichtigt werden (Monument historique).
- Die Doppelschleuse des Garonne-Seitenkanals hinunter zur Baïse erlaubt seit ihrer Errichtung 1852, den Kanal in das Flussnetz des Südwestens einzubinden (Baïse, Garonne, Lot) und machte aus Buzet-sur-Baïse einen Schifffahrtsknotenpunkt.

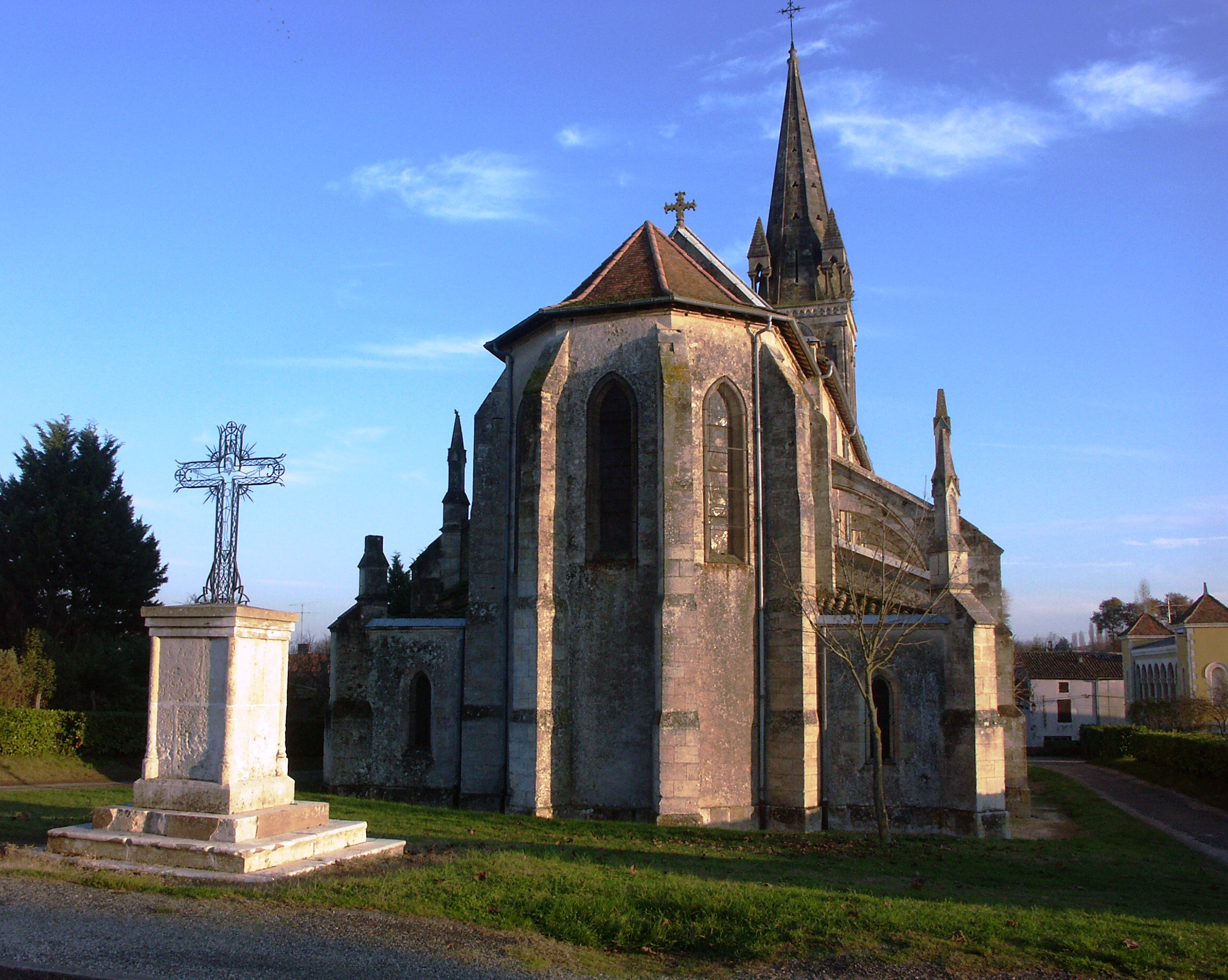
Kirche Notre-Dame
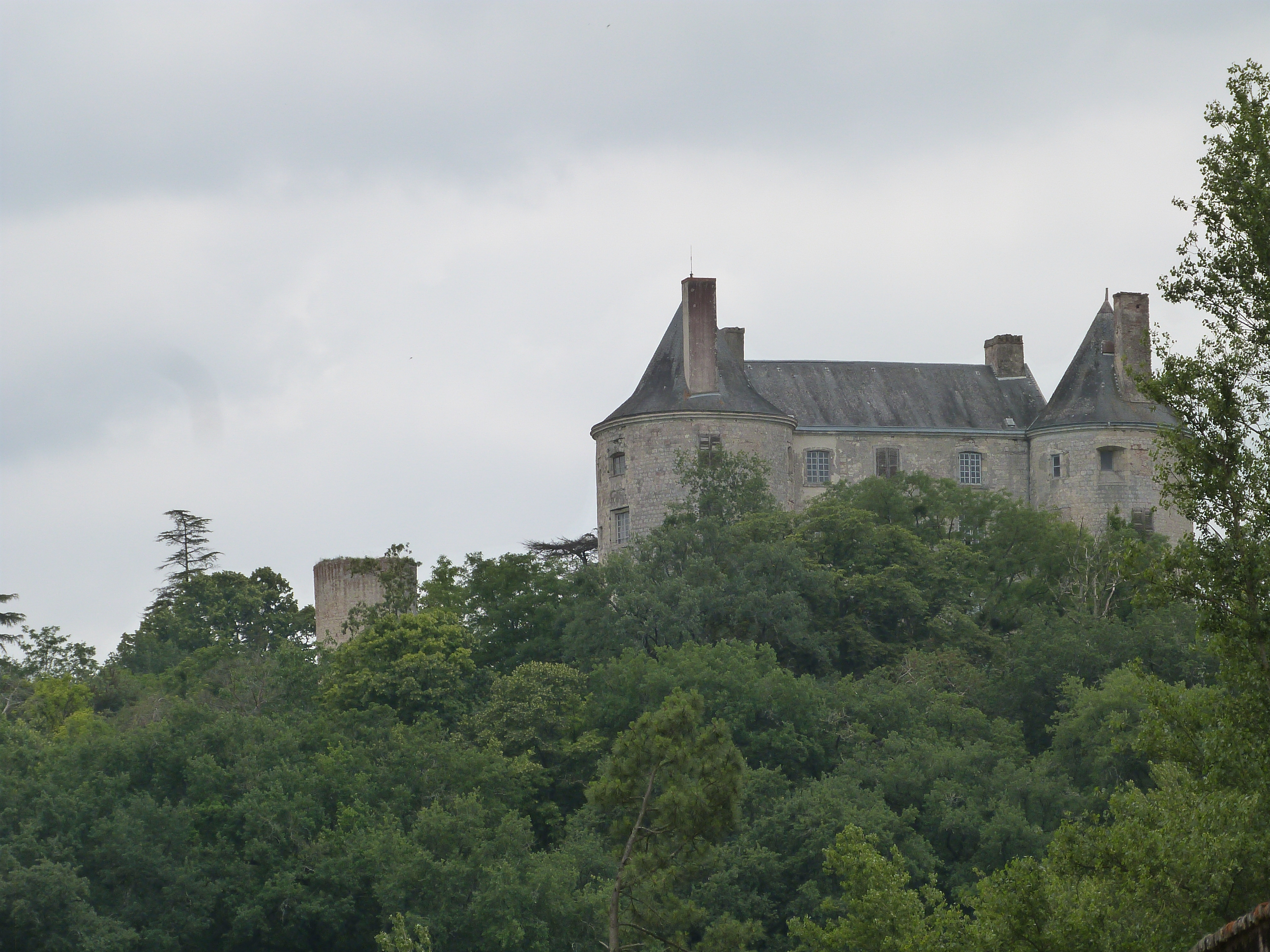
Schloss Buzet-sur-Baïse
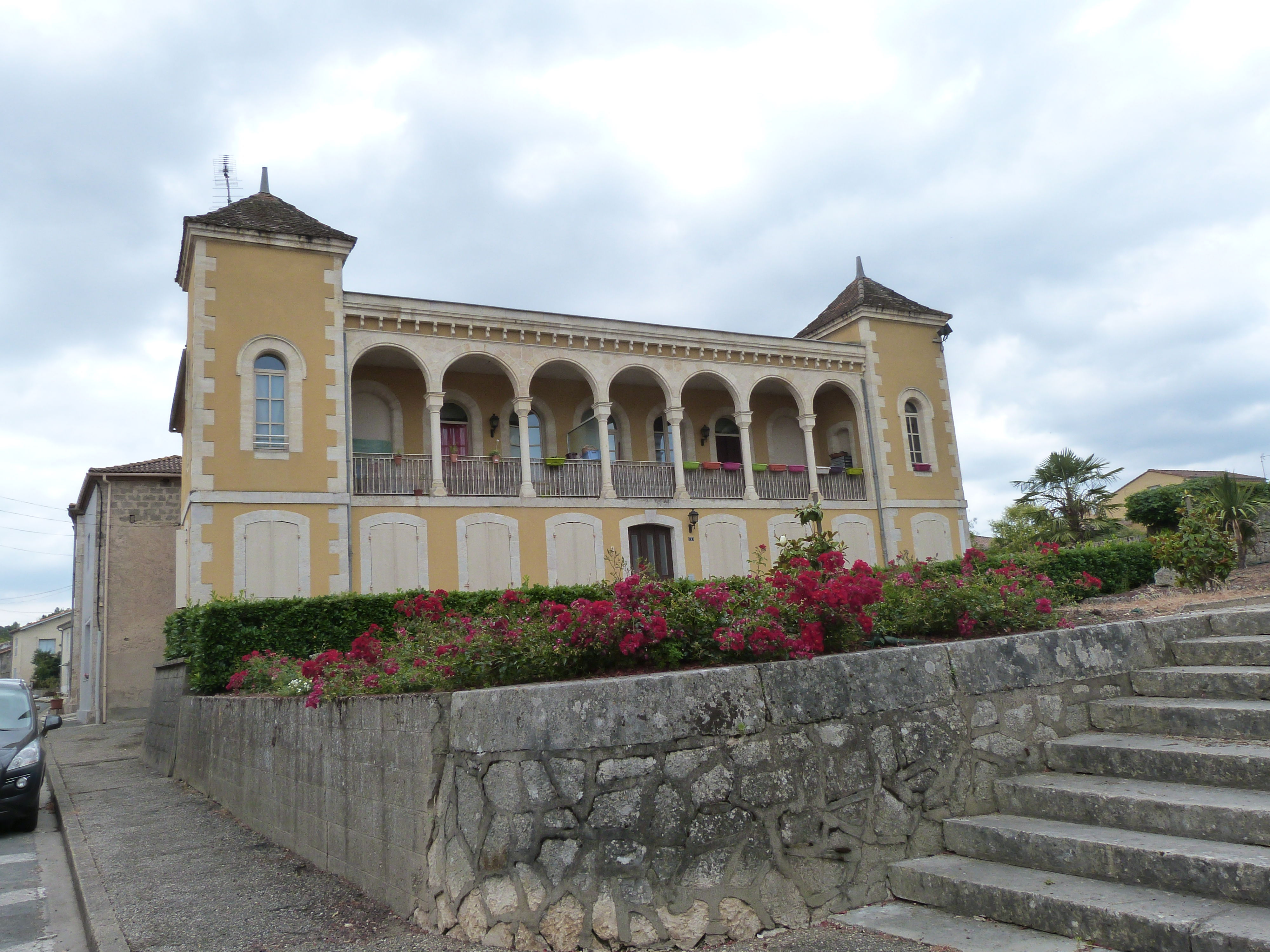
Pfarrhaus
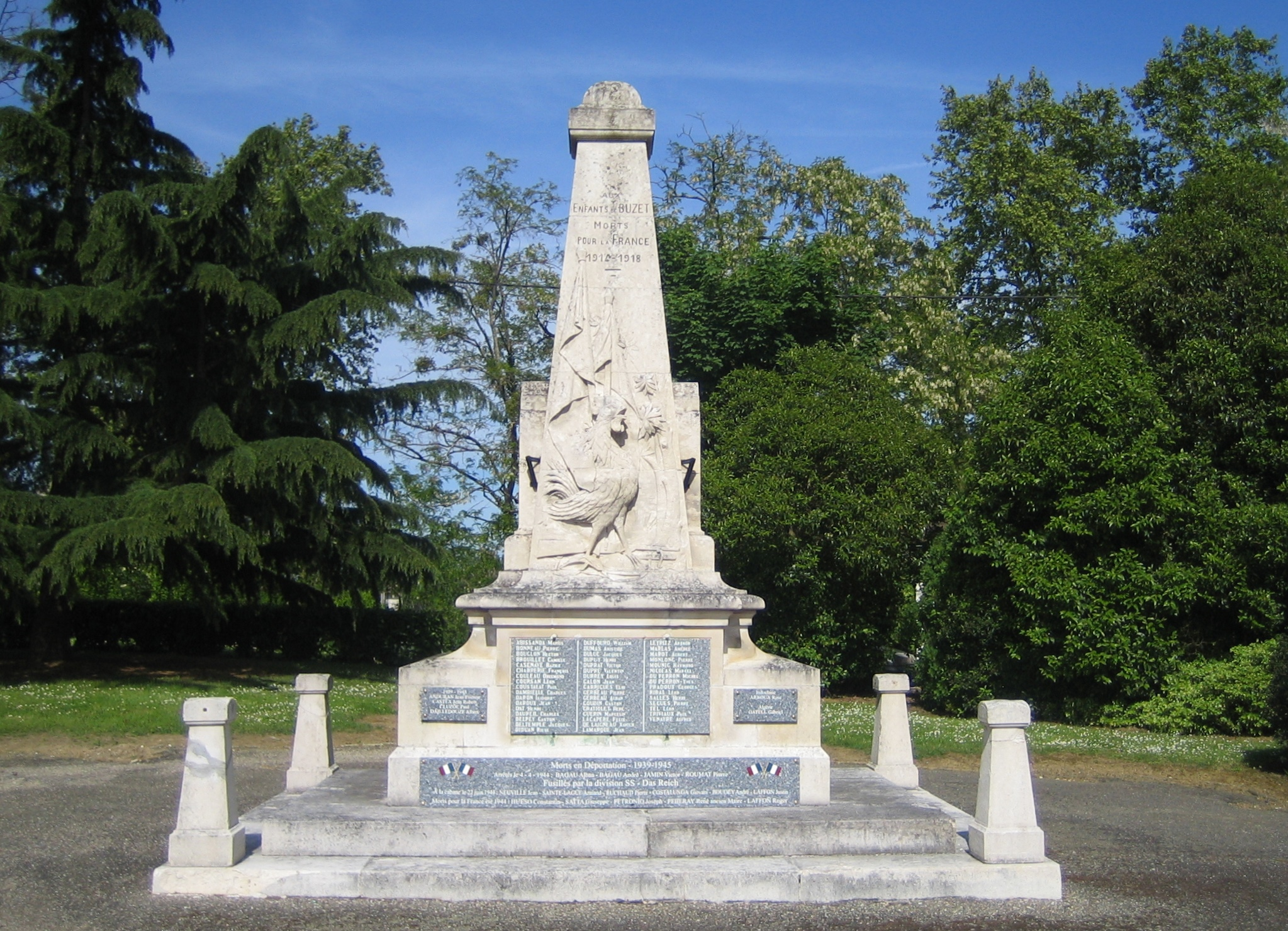
Gefallenendenkmal
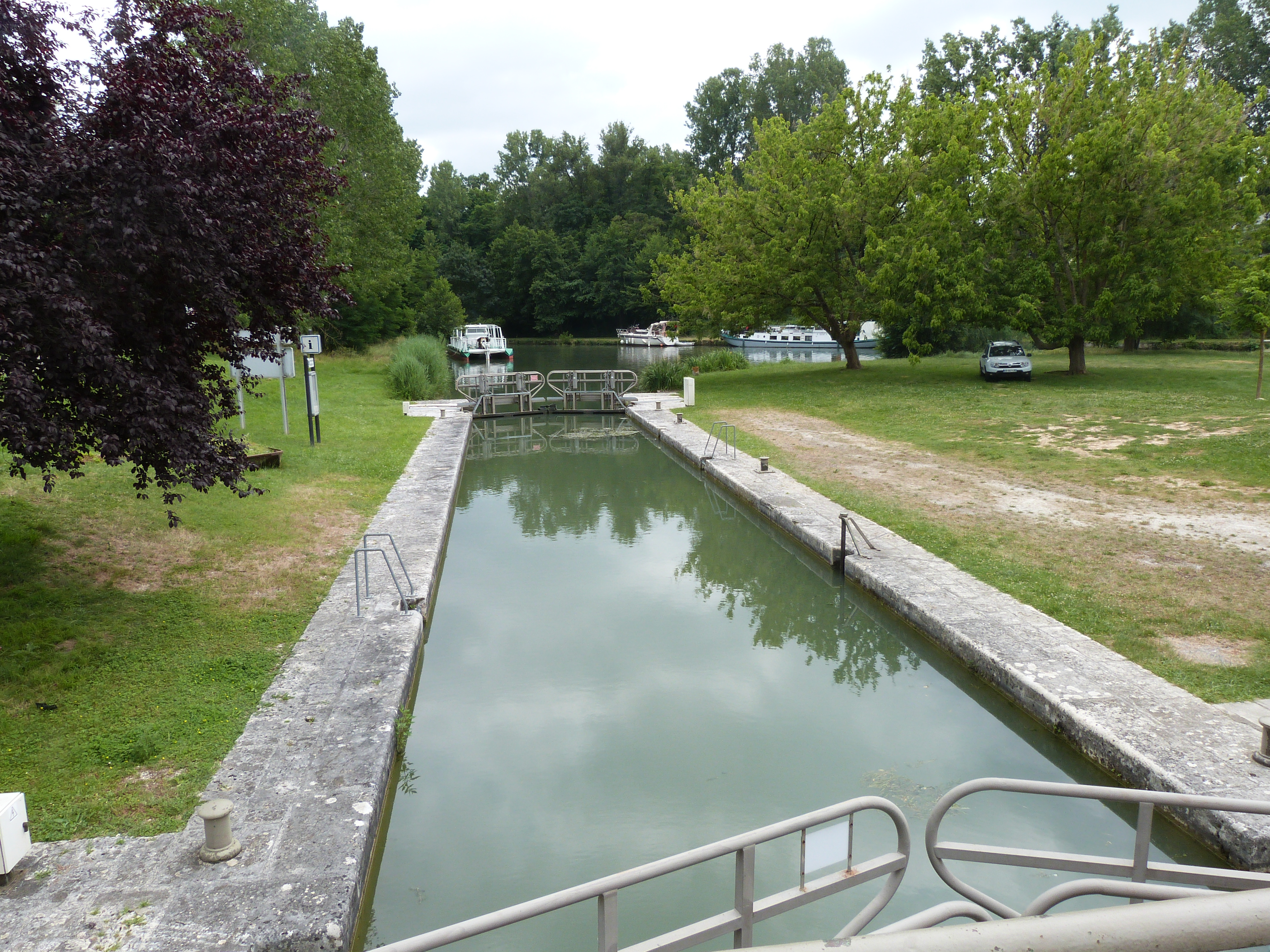
Erste Kanalschleuse
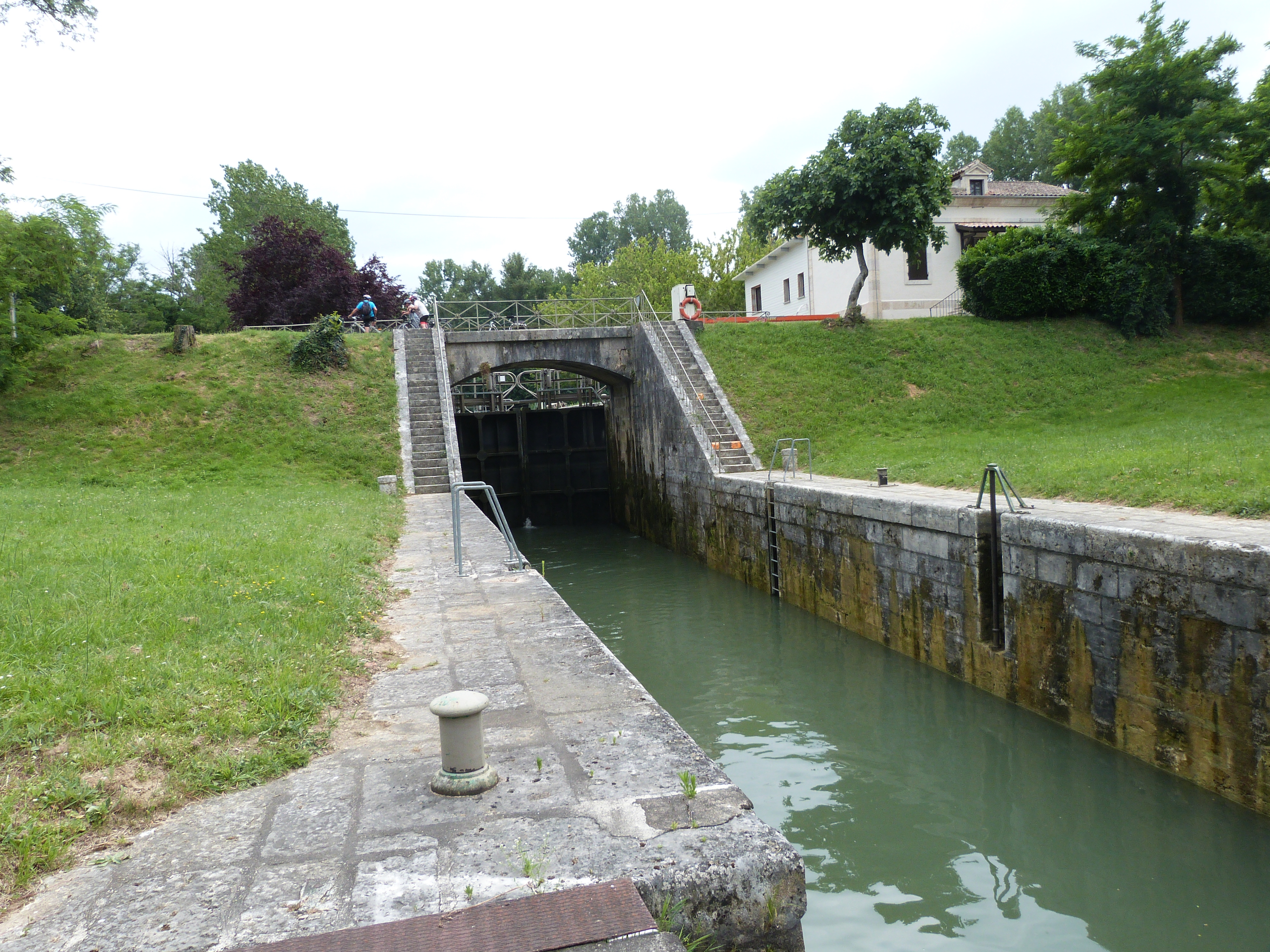
Zweite Kanalschleuse